# Estádio Municipal Parque do Sabiá
Het Estádio Municipal Parque do Sabiá is een voetbalstadion in de Braziliaanse stad Uberlândia, in de staat Minas Gerais. Het is na het Mineirão het grootste stadion in de staat. 

## Geschiedenis
het stadion werd in 1982 geopend met een interland tussen Brazilië en Ierland. Falcão scoorde het eerste doelpunt in het stadion, bij deze wedstrijd waren er 72.733 toeschouwers, een toeschouwersrecord voor het stadion dat niet meer verbroken werd. In 1995 werd de naam van het stadion gewijzigd in Estádio Municipal João Havelange, al was deze naam niet populair bij de fans en blezen zij het stadion Parque do Sabiá noemen. Datzelfde jaar werden ook alle interlands van het Zuid-Amerikaans kampioenschap voetbal vrouwen 1995 in dit stadion gespeeld. 
In 2015 werd terug de oude naam aangenomen, vanwege enkele schandalen die aan het licht gekomen waren omtrent João Havelange. Het stadion wordt ook soms gebruikt voor grote wedstrijden van andere clubs buiten de stad. 

## Interlands
| №  | Datum           | Thuisteam  | Uitslag | Uitteam   | Competitie        | Toeschouwers |
| -- | --------------- | ---------- | ------- | --------- | ----------------- | ------------ |
| 1. | 27 mei 1982     | Brazilië   | 7 - 0   | Ierland   | Vriendschappelijk | 72.733       |
| 2. | 18 mei 1983     | Uberlândia | 1 – 1   | Brazilië  | Vriendschappelijk | 13.653       |
| 3. | 20 oktober 1983 | Brazilië   | 0 – 0   | Paraguay  | Copa América 1983 | 48.433       |
| 4. | 9 december 1987 | Brazilië   | 2 – 1   | Chili     | Vriendschappelijk | 14.604       |
| 5. | 28 mei 1991     | Brazilië   | 3 - 0   | Bulgarije | Vriendschappelijk | 9.577        |